# Ге Микола Миколайович (молодший)
Ґе Микола Миколайович (нар. 30 вересня 1857, Рим, Королівство Італія — пом. 5 листопада 1938, замок Женжен побл. Женеви) — громадсько-культурний діяч, публіцист, художник. Син художника Миколи Ге.

## Життєпис
Микола Ге народився 30 вересня 1857 року в Римі. Його дитинство пройшло Італії. У 1871 році з батьками переїхав до Петербурга. Деякий час навчався у Ларинській гімназії в Петербурзі.
У 1879 році повернувся в Італію, у Флоренцію, де вступив до місцевої Академії витончених мистецтв. Проте цього ж 1879 року покинув навчання та переїхав в Париж, з метою вчитися в Сорбонні.
У 1880 році він був вимушений повернутися в Російську Імперію, у зв'язку з хворобою своєї матері. До 1884 року Микола Ге навчався на юридичному факультеті Київського Імператорського університету святого Володимира, де написав (але не захистив) дипломну роботу «Про безправ'я кримінального права». У зв'язку з погіршенням здоров'я батьків повернувся на хутір Іванівський.
Микола Ге покинувши університет та оселився на батьківському хуторі Іванівському у Чернігівської губернії, займався сільським господарством. Тут в 1878 році молода селянка Агафія Слюсарева, яка працювала на хуторі Миколи Ге-старшого скотаркою, народила від нього дочку Параску.
Після невдалих спроб реалізувати на селі толстовські ідеї — Микола Ге розчарувався у соціальних реаліях Росії та виїхав до Франції.